# Stevens (Pennsylvanie)
Pour les articles homonymes, voir Stevens.
Stevens est une census-designated place située dans le comté de Lancaster, dans l’État de Pennsylvanie, aux États-Unis. Lors du recensement de 2020, elle compte 611 habitants.